# Lygodactylus
Lygodactylus este un gen de șopârle din familia Gekkonidae.

## Galerie

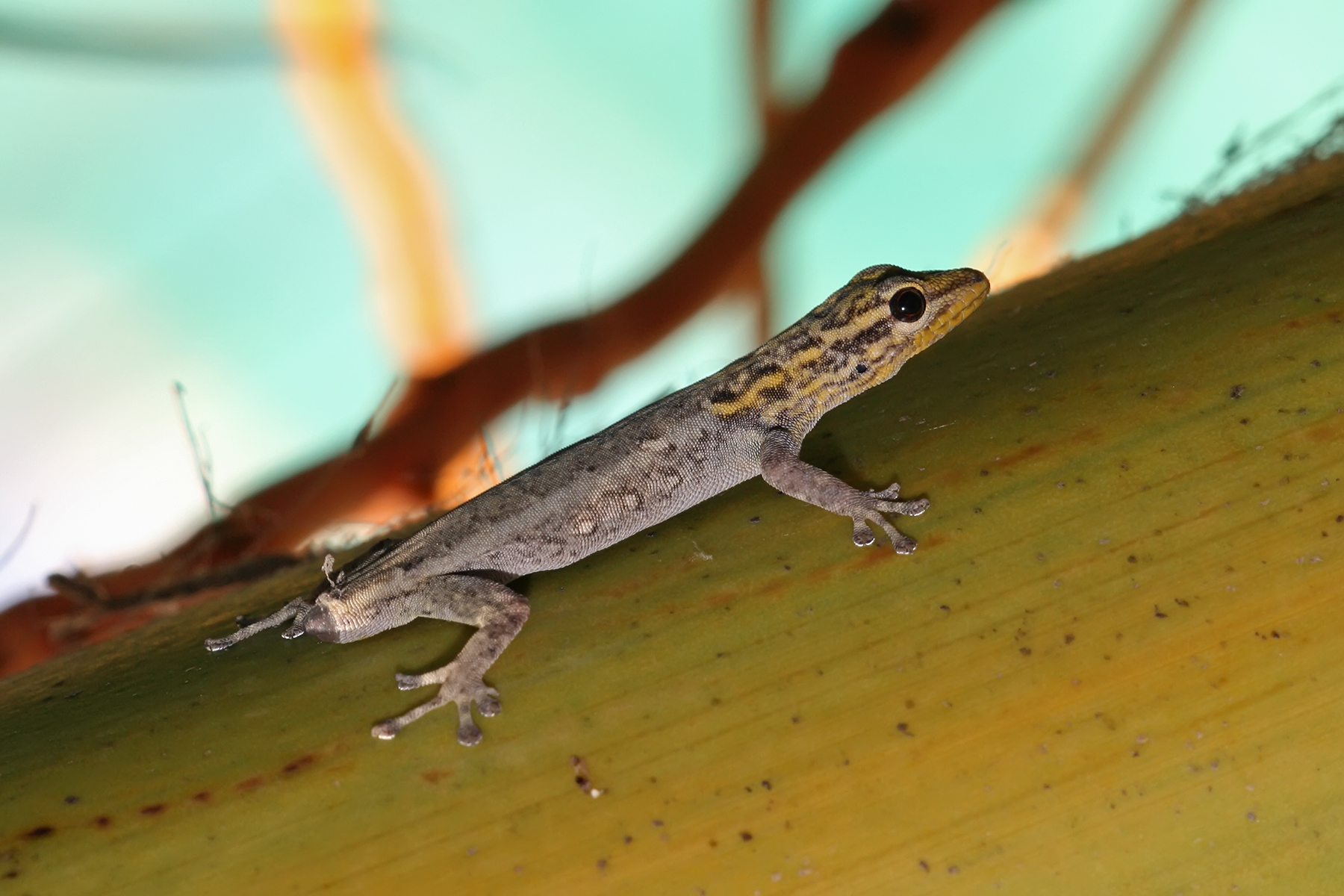

## Specii[1]
- Lygodactylus angolensis
- Lygodactylus angularis
- Lygodactylus arnoulti
- Lygodactylus bernardi
- Lygodactylus blancae
- Lygodactylus blanci
- Lygodactylus bradfieldi
- Lygodactylus broadleyi
- Lygodactylus capensis
- Lygodactylus chobiensis
- Lygodactylus conradti
- Lygodactylus conraui
- Lygodactylus decaryi
- Lygodactylus depressus
- Lygodactylus expectatus
- Lygodactylus fischeri
- Lygodactylus grandisonae
- Lygodactylus graniticolus
- Lygodactylus gravis
- Lygodactylus guibei
- Lygodactylus gutturalis
- Lygodactylus heterurus
- Lygodactylus howelli
- Lygodactylus inexpectatus
- Lygodactylus insularis
- Lygodactylus intermedius
- Lygodactylus keniensis
- Lygodactylus kimhowelli
- Lygodactylus klemmeri
- Lygodactylus klugei
- Lygodactylus lawrencei
- Lygodactylus luteopicturatus
- Lygodactylus madagascariensis
- Lygodactylus manni
- Lygodactylus methueni
- Lygodactylus miops
- Lygodactylus mirabilis
- Lygodactylus montanus
- Lygodactylus nigropunctatus
- Lygodactylus ocellatus
- Lygodactylus ornatus
- Lygodactylus pauliani
- Lygodactylus picturatus
- Lygodactylus pictus
- Lygodactylus praecox
- Lygodactylus rarus
- Lygodactylus rex
- Lygodactylus scheffleri
- Lygodactylus scorteccii
- Lygodactylus somalicus
- Lygodactylus stevensoni
- Lygodactylus thomensis
- Lygodactylus tolampyae
- Lygodactylus tuberosus
- Lygodactylus waterbergensis
- Lygodactylus verticillatus
- Lygodactylus wetzeli
- Lygodactylus williamsi